# مايكا ياماموتو
مايكا ياماموتو (بالكانا:やまもと まいか) هي عارضة وعارضة أزياء وممثلة يابانية، ولدت في 13 أكتوبر 1997 بيوناغو في اليابان.

## وصلات خارجية
- مايكا ياماموتو على موقع IMDb (الإنجليزية)
- مايكا ياماموتو على موقع ميتاكريتيك (الإنجليزية)
- مايكا ياماموتو على موقع روتن توميتوز (الإنجليزية)
- مايكا ياماموتو على موقع ألو سيني (الفرنسية)
- مايكا ياماموتو على موقع قاعدة بيانات الفيلم (الإنجليزية)
- مايكا ياماموتو على موقع ANN person (الإنجليزية)